# Майстер Часослова Бедфорда

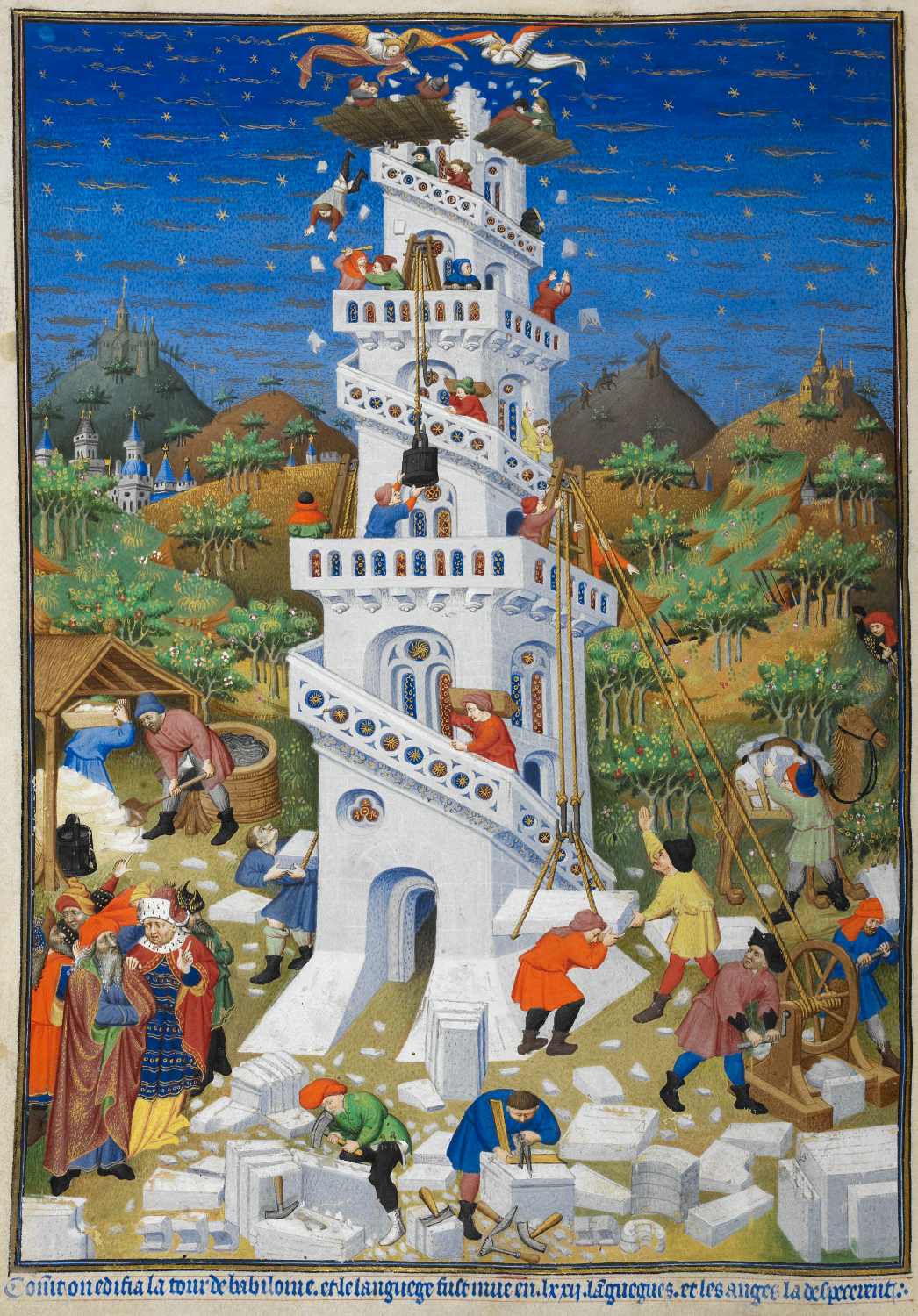
Вавилонська вежа, «Часослов Бедфорда»

Майстер Часослова Бедфорда, також Майстер Бедфорда або Майстер герцога Бедфорда — анонімний художник-мініатюрист, який працював у Парижі у першій половині XV століття.
Умовне ім'я «Майстер Часослова Бедфорда» походить від замовника двох його творів Джона Ланкастерського, герцога Бедфордського, для якого між 1423 та 1435 роками він виконав «Бревіарій Солсбері» (Національна бібліотека Франції, Париж) і «Часослов Бедфорда» (Британська бібліотека, Лондон, інв. № MS. 18850).
На першому етапі, в 1405–1415 роках, імовірно, працював разом з Майстром Часослова Бусіко і Майстром Часослова Рогана: «Бревіарій» (Муніципальна бібліотека, Шатору, Франція), а також «Книга див» (фр. Livre des Merveilles) та «Книга короля Модуса» (фр. Livre du roi Modus, Національна бібліотека Франції, Париж) пов'язані, як припускають науковці, з іменами цих митців.
Пізніше Майстер Бедфорда переїхав до Парижа й працював у майстерні, яка у другій чверті XV століття зіграла вирішальну роль у формуванні французько-фламандських художників покоління Жана Фуке та Робера Кампена. Майстрові Бедфорда також приписується авторство «Часослова Собеського» (Віндзорський замок), «Часослова» (бл. 1423 р., Австрійська національна бібліотека, Відень), «Біблії» французькою мовою з Національної бібліотеки Франції, а також «Часослова Ізабелли Бретонської» (Фундація Галуста Гюльбенкяна, Лісабон).
Одним з відомих учнів Майстра Часослова Бредфорда був майстер де Дюнуа.